# Miroslav Vitouš
Miroslav Ladislav Vitouš (Praga, 6 dicembre 1947) è un bassista e contrabbassista ceco.

## Biografia
Iniziò lo studio del violino all'età di sei anni, del pianoforte a dieci anni, e del contrabbasso a quattordici. Da ragazzo Vitouš praticò anche il nuoto a livello agonistico. Uno dei suoi primi gruppi fu il Junior Trio, con suo fratello Alan alla batteria e con l'amico ceco, presto anch'egli famoso, Jan Hammer alle tastiere. Vitouš studiò al conservatorio di Praga (sotto la guida di F. Posta), e vinse successivamente un concorso internazionale a Vienna, ottenendo una borsa di studio per il Berklee College of Music di Boston.
Il virtuosismo di Vitous come contrabbassista ha spinto molti critici ad affiancarlo a strumentisti del calibro di Scott LaFaro, Ron Carter, Dave Holland, Niels-Henning Ørsted Pedersen e Christian McBride. Un esempio rappresentativo del talento di Vitous è il disco Now He Sings, Now He Sobs (1968), con Chick Corea al pianoforte e Roy Haynes alla batteria. Questo disco presenta forte senso ritmico, innovative linee di walking bass ed un intenso uso dell'improvvisazione.
Il suo primo disco da leader, Infinite Search (1969), riedito successivamente con bonus tracks fra cui Mountain In The Clouds, presenta nella formazione musicisti chiave per quello che sarà successivamente il movimento jazz fusion: il chitarrista John McLaughlin, il pianista Herbie Hancock, il batterista Jack DeJohnette, e il sassofonista Joe Henderson, già nota icona del jazz.
È stato uno dei membri fondatori del gruppo Weather Report, ha lavorato con Jan Hammer, Freddie Hubbard, Miles Davis, Chick Corea, Wayne Shorter, Joe Zawinul e Jan Garbarek.
Vitous ha sempre ribadito ai giornalisti che la sua controversa uscita dai Weather Report fu causata dal cattivo rapporto con Joe Zawinul, tastierista e cofondatore del suddetto gruppo. Alphonso Johnson, che rimpiazzò Vitous, fu anch'egli presto sostituito da Jaco Pastorius. Nel 1988, Vitous tornò in Europa per concentrarsi sulla composizione, senza però smettere di esibirsi in concerti e festival. Ha anche suonato con Michel Petrucciani.

## Discografia parziale

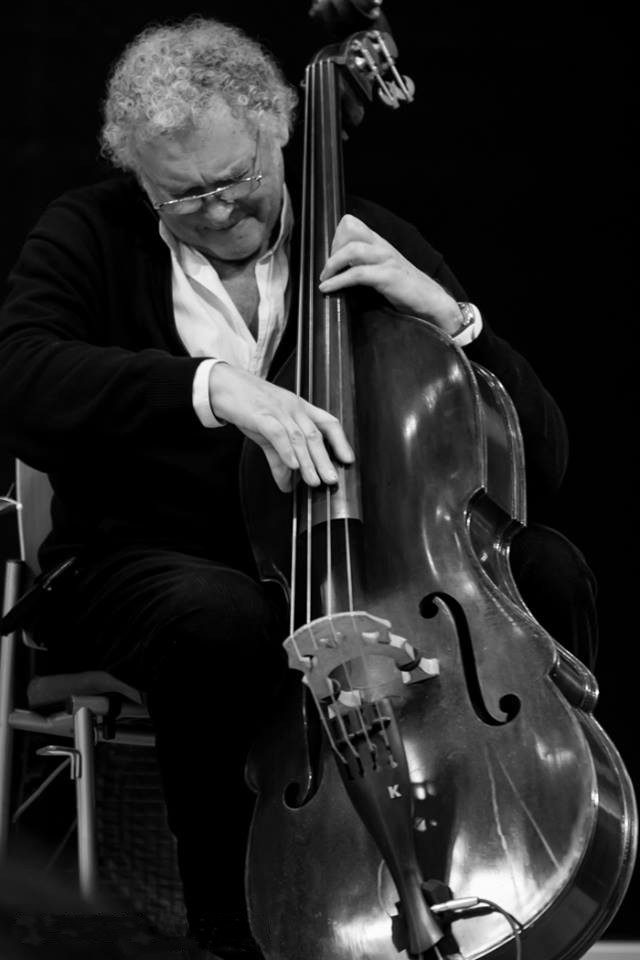
Miroslav Vitouš

### Da solista
- 1969 – Infinite Search (aka Mountain in the Clouds) (Embryo) con John McLaughlin, Joe Henderson, Herbie Hancock, Jack DeJohnette & Joe Chambers
- 1970 – Purple con John McLaughlin, Joe Zawinul & Billy Cobham
- 1976 – Magical Shepherd con Onike, Herbie Hancock, Jack DeJohnette, James Gadson & Airto Moreira
- 1976 – Majesty Music con Jaroslav Jakubovič
- 1977 – Miroslav (Freedom) con Don Alias
- 1978 – Guardian Angels with Mabumi Yamaguchi, John Scofield, Kenny Kirkland & George Ohtsuke
- 1979 – Terje Rypdal/Miroslav Vitouš/Jack DeJohnette (con Terje Rypdal e Jack DeJohnette)
- 1979 – First Meeting ( ECM) con John Surman, Kenny Kirkland & Jon Christensen
- 1980 – Miroslav Vitouš Group ( ECM) con John Surman, Kenny Kirkland e Jon Christensen
- 1981 – To Be Continued (con Terje Rypdal e Jack DeJohnette)
- 1982 – Journey's End ( ECM) with John Surman, John Taylor & Jon Christensen
- 1985 – Emergence ( ECM) solo
- 1992 – Atmos ( ECM) con Jan Garbarek
- 2003 – Universal Syncopations ( ECM) con Jan Garbarek, Chick Corea, John McLaughlin & Jack DeJohnette
- 2007 – Universal Syncopations II ( ECM) con Bob Mintzer, Gary Campbell, Bob Malach, Randy Brecker, Daniele di Bonaventura, Vesna Vasko-Caceres, Gerald Cleaver & Adam Nussbaum
- 2009 – Remembering Weather Report ( ECM) con Franco Ambrosetti, Gary Campbell, Gerald Cleaver & Michel Portal
- 2015 – Wings (Narodowy Instytut Audiowizualny) con Adam Pierończyk
- 2017 – Ad-lib Orbits (PAO Records) con Adam Pierończyk

### Con i Weather Report
- 1971 - Weather Report
- 1972 - I Sing The Body Electric
- 1972 - Live In Tokyo
- 1973 - Sweetnighter
- 1974 - Mysterious Traveller

### Collaborazioni varie
- 1970 - Infinite Search (con Herbie Hancock, Jack DeJohnette, John McLaughlin, ...)
- 1982 - Trio Music (con Chick Corea e Roy Haynes)
- 1991 - Star (con Jan Garbarek e Peter Erskine)
- 1993 - Atmos (con Jan Garbarek)
- 2003 - Universal Syncopations (con Jan Garbarek, John McLaughlin, Chick Corea, Jack DeJohnette)
- 2005 - Takes on Pasolini (con Antonio Farao', Daniel Humair)
- 2005 - L'incapacità di pensare (disco di Mariano Deidda)